# Rollersoccer
Le roller soccer ou soccer en patins (au Canada) ou encore roller football est un sport collectif dérivé du roller (plus particulièrement du roller hockey) et du football (plus particulièrement du futsal). Il oppose deux équipes de cinq joueurs tous équipés de patins à roues alignées ou "rollers" sur un terrain de handball, l'objectif de chaque formation étant de marquer des points avec un ballon sphérique dans le but adverse, sans utiliser les bras. 
Le roller soccer est originaire des États-Unis et s'est développé au début du XXe siècle dans les pays européens. C'est bien toutefois en France que ce sport s'organise et se structure. Le premier championnat y voit le jour dès 2013,le dernier championnat en date remonte à l'année 2023 . La coupe de France de Roller Soccer a opposé plus de 6 équipes sur plusieurs catégories . Le championnat a été remporté dans les trois catégories ( kids / Juniors / adultes) par le Savigny roller soccer club 91 (pour les retrouver https://www.savignyrollersoccerclub.com/.)
Ce même club qui au même moment a remporté la coupe de France  .
Géré au niveau mondial par la Fédération internationale de roller soccer (RSIF en anglais) créée en 1996, ce sport est populaire en Europe (Allemagne, Belgique, France, Italie, Royaume-Uni), en Amérique du Nord, dans certains pays de l'Amérique du Sud (Brésil), de l'Océanie (Australie) et de l'Asie (Inde).  La Coupe du monde des clubs est l'épreuve internationale la plus prestigieuse ; elle a lieu chaque année depuis 2003. D'autres compétitions ont vu le jour plus récemment, comme la Coupe d'Europe des clubs (première édition en 2010) et la Roller Foot Ligue Cup (2017). La France est le pays ayant accueilli le plus de compétitions internationales (trois fois la Coupe du monde,, et deux fois la Coupe d'Europe,) et il héberge également les équipes les plus titrées dans ces compétitions (huit victoires en Coupe du monde,, trois victoires en Coupe d'Europe,) ainsi que le seul championnat existant dans le monde, à savoir la Roller Foot Ligue qui se déroule en Île-de-France et compte 5 clubs en 2018-2019.

## Histoire

### Genèse du jeu

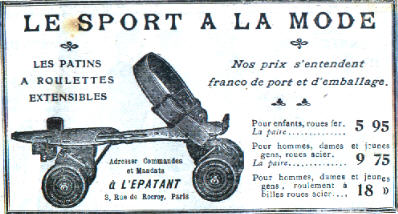
Publicité de 1908 vendant des patins à roulettes extensibles

L'inventeur du concept est inconnu à ce jour, mais l'apparition de cette discipline est mentionnée dans le Derby Evening Telegraph du 31 janvier 1882. Intitulé Football on skates, l'article rapporte la victoire de Derby à Burton (2 à 0). Le roller soccer refait son apparition au cours des années 1930. Une photographie remontant à 1931 a été prise à East London montrant de jeunes écoliers se disputer le ballon en roller. Une autre source, datant de 1934, est un film diffusé à titre de nouvelles dans les cinémas par Pathé et montrant deux équipes féminines disputer un match à Forest Gate Roller Rink à Londres. Une décennie plus tard, en 1949, le magazine hebdomadaire américain Billboard rapporta que le roller soccer avait été ranimé à Detroit, avant de s'éteindre pendant plus de 30 ans. En  effet, ce n'est que bien plus tard que le roller soccer va de nouveau se pratiquer et connaître enfin un réel essor. 

### (Re)naissance du roller soccer[15]
Tout commence à San Francisco aux États-Unis le 17 décembre 1995 lorsque Zack Phillips, qui faisait du roller dans le Golden Gate Park, croise sur son chemin un ballon de football avec lequel il se met à jouer. Content de son expérience, il présente alors le football sur rollers à ses amis. Deux semaines plus tard, le 31 décembre, Zack et quelques-uns de ses amis, avec lesquels il pratique régulièrement le "kick the cone" (consistant à tirer dans des cônes de pin en roller), décident de disputer un premier match sur une partie de la rue John Fitzgerald Kennedy Drive du Golden Gate Park. D'autres personnes à rollers se joignent peu à peu à la partie, qui se termine avec 23 participants dans un "joyeux chaos". Le roller soccer venait de naître.
Pendant l'année suivante, les règles sont officiellement établies et Zack Phillips fonde la Fédération Internationale de RollerSoccer. Il entreprend également de promouvoir le sport à Hong Kong, Taiwan, New York, Atlanta, Miami et Los Angeles ainsi que d'organiser des matchs en extérieur deux fois par semaine et plusieurs autres en salle, à San Francisco. Il crée également sa désormais célèbre coupe de cheveux en forme de ballon de football ("soccer ball hairstyle"), qu'il maintient de façon continue depuis septembre 1996. L'année 1997 apporte une renommée locale, nationale et internationale au sport de par la création de championnats à San Francisco ainsi que par le biais d'expositions dans huit villes américaines et sept pays européens dont l'Italie, l'Espagne et les Pays-Bas. L'exposition la plus remarquable se déroule à Chicago avec des patineurs de renommée internationale des X Games tels que Matt Salerno à qui on fait tirer dans le ballon.  
La publicité du sport à l'international explose en 1998 avec des expositions tenues dans dix villes américaines, cinq pays d'Amérique du Sud dont le Brésil, et sept pays européens dont l'Angleterre, l'Allemagne et la France. Les expositions les plus notables se déroulent à Paris pendant la Coupe du monde de football, à Munich pendant le Salon international des articles sportifs ISPO et à la Coupe de la Major League Soccer avec la star internationale du soccer Alexis Lalas chaussant des rollers et marquant trois buts. 
En 1999, la RSIF se focalise sur le marché américain en sponsorisant le "Diversity Tour", un festival de glisse à l'échelle nationale couvrant 25 villes, produit conjointement par l'Association des Patineurs Agressifs (ASA en anglais) et le parrain du patinage agressif, Chris Edwards. Des démonstrations de gestes techniques de roller soccer sont organisées à chaque événement de la tournée, et un tournoi se déroule à San Francisco pendant les X Games. Avant la fin de l'année, plusieurs patineurs professionnels à renommée internationale dont Chris Edwards, Matt Salerno et Katie Brown se sont essayés au roller soccer.  
La même année, lors de la randonnée organisée aux États-Unis par l'association Planet Roller, certains patineurs participant à l'événement s'essaient au roller soccer dans la salle réservée aux entraînements du futur club des RSC Originators, en compagnie du fondateur Zack Phillips et la joueuse June Solomon. À cette occasion, des contacts sont établis entre les deux parties.  

### 2001-2003: Développement en Europe et premier club en France
En février 2001, sous l'impulsion de Manuel Debeaupte, des patineurs de Caen décident de se réunir en association et fondent ainsi le premier club de football en roller en France et en Europe, le Caen RollerSoccer Association.
Entre cette année-là et 2003, plusieurs jeunes Européens en stage dans la région de San Francisco participent régulièrement à la randonnée en roller du vendredi soir à San Francisco. C'est là qu'ils font la rencontre de Zack Phillips et d'autres personnalités du roller soccer. Ils prennent peu à peu goût au jeu et pratiquent régulièrement ce sport pendant leur séjour. À leur retour en Europe, certains d'entre eux reviennent avec l'idée de développer ce sport dans leur pays, ce qui permettra de lancer la pratique du roller soccer notamment en Allemagne et en France.

### 2003-2005: Premiers tournois internationaux
En 2003 a lieu la première Coupe du monde de roller soccer (Roller Soccer World Cup ou RSWC en anglais) au Queen Mother Sports Centre de Londres, qui voit l'équipe des Pays-Bas remporter la finale face à l'équipe allemande. La compétition est de nouveau organisée l'année suivante au même endroit, et cette fois les Allemands prennent leur revanche face aux Pays-Bas en les battant en finale. Enfin, en 2005, la Coupe du monde se déroule cette fois à Brême en Allemagne, et c'est l'équipe de la ville de Göttingen qui remporte le trophée,. C'est la première fois qu'une équipe française y participe,.

### 2006-2009: Début de la domination française
En 2006, la Coupe du monde se déroule dans la ville allemande de Nuremberg et voit s'affronter pour la première fois onze équipes. Parmi elles, quatre représentent des clubs à part entière, dont notamment l'équipe parisienne de Planet Roller et l'équipe marseillaise de l'AMSCAS. Ce sont ces deux dernières qui vont s'affronter en finale, avec une victoire du club parisien 1 à 0 en prolongations, à quelques secondes de la séance de tirs au but.
Cette finale annonce le début d'une domination des équipes françaises en Coupe du monde pour les années à venir, avec la présence de l'AMSCAS en finale en 2007, 2008 et 2009 pour deux victoires, ainsi qu'au moins un autre club français dans le top 4 en fin de compétition.
Dans le même temps, de nouveaux clubs se créent en France : l'AMSCAS de Marseille en 2006, l'Utopie de Toulon en 2007 (renommé depuis RSC Toulonnais) et le Paris Roller Foot en 2008 viennent s'ajouter au Caen RollerSoccer Association. En Europe aussi d'autres clubs font leur apparition, tels que les Shinobis Riders à Bruxelles en 2007 (club fondé officiellement en 2009).
Enfin, cette période marque un tournant dans l'histoire de ce sport avec la création de la Ligue Française de Roller Soccer (LFRS) sous l'impulsion des représentants des principales équipes françaises. Cet événement permet à la France de se démarquer des nations et de développer et structurer la pratique de la discipline dans le pays.

### 2009-2013: Multiplication et diversification des clubs et des tournois
En 2009, la Coupe du monde prend officiellement l'appellation de "Coupe du monde des clubs de roller soccer" (Roller Soccer Club World Championship ou RSCWC en anglais) ; ce changement permet notamment d'ouvrir la compétition à toutes les équipes licenciées à une fédération sportive qui désirent y participer, sans grandes restrictions particulières.
L'année suivante, en plus de la Coupe du monde, deux autres tournois voient le jour en France : la première Coupe de France, qui se déroule en mars à Nantes et organisée par la LFRS, et la première Coupe d'Europe, qui se déroule en juin à Marseille à l'initiative d'AMSCAS,. Dans le même temps, et pour la première fois également, AMSCAS organise une Coupe de France Juniors à Marseille. Elle fait s'affronter des équipes constituées de jeunes âgés de 8 à 14 ans et voit le club d'Utopie Toulon remporter le trophée.
La Coupe d'Europe a lieu de nouveau en 2011 à Zaandam (Pays-Bas), en 2012 à Ljubljana (Slovénie) et en 2013 à Luc-sur-Mer (France). Un équivalent de la Coupe de France Juniors est également organisé de nouveau à Cabriès en 2013 sous le nom de Roller Soccer Kids Cup par l'association Educ'Sports 13 ; il a depuis lieu chaque année au même endroit. 
En plus de ces nouveaux tournois, de nouveaux clubs de roller soccer voient le jour en France et ailleurs en Europe, comme les Béliers du Cabriès Roller Foot, les Phénix Roller Foot Marseille ou encore les Cinghiali de Plaisance en Italie. 

### Depuis 2013
En 2013, le Championnat de France de roller soccer a vu le jour et reste encore aujourd'hui le seul championnat existant au niveau national dans le monde (renommé depuis la Roller Foot Ligue, ou Championnat d'Île-de-France de roller soccer). La Coupe du monde continue à avoir lieu chaque année (exceptions faites en 2015 et 2016) et d'autres compétitions également, comme la Roller Soccer Kids Cup de Cabriès (tous les ans depuis 2013) ou encore la Coupe de France Juniors dont l'édition 2017 a lieu à Savigny-sur-Orge. Un nouveau tournoi, la Roller Foot Ligue Cup, a eu lieu pour la première fois en 2017 à Ivry-sur-Seine et a rassemblé dix équipes francophones venues de France et de Belgique. 
Le sport continue petit à petit à se développer et se structurer, avec de nouvelles équipes qui viennent participer à chaque nouvelle édition de la Coupe du monde, et une portée médiatique lentement grandissante.

## Pratique du sport

### Règles du jeu[42]
La majorité des règles sont issues du football. L’objectif du jeu est de marquer plus de buts que l’équipe adverse :
- Nombre de joueurs par équipe : 10 maximum (la mixité est autorisée)
- Nombre de joueurs par équipe sur le terrain : deux équipes de 5 joueurs
- Temps : deux fois 25 minutes (avec 5 minutes de mi-temps) ; ce temps est variable selon la compétition ou le nombre de matchs disputés dans la même journée lors d'une compétition
- Remplacements : illimités
- Ballon : taille 5
- Comptage des points : un but marqué vaut un point
- Dimensions des cages : 3 m de large sur 1 m de haut ; elles sont situées à au moins 1 m de chaque fond du terrain
- Surface de jeu : les joueurs peuvent utiliser les murs ou les bordures pour y faire rebondir le ballon et peuvent passer derrière les cages ; si le ballon touche le plafond (dans le cas d'un match disputé en salle), va en tribune ou sort de la zone de jeu (dans le cas où le terrain est équipé de balustrades et non de murs), l'arbitre siffle et le ballon est rendu à l'équipe adverse de celle qui a touché le ballon en dernier avant qu'il ne sorte.
- Surface du corps utilisable par les joueurs : toutes les parties du corps sauf les bras (de l'épaule à la main) ; le gardien de but est également concerné par cette règle
- Faute, coup franc et pénalty : une faute est commise lorsque le ballon touche la main ou le bras d'un joueur, lorsqu'un joueur déséquilibre volontairement un autre joueur ou qu'il joue dangereusement lors d'un duel (pied trop haut par exemple), ou encore lorsqu'un joueur au sol tente d'utiliser le ballon si d'autres joueurs viennent le disputer (le jeu au sol est autorisé si le joueur au sol est seul et tente de dégager le ballon ou de le passer à un coéquipier). Lorsqu'une faute est commise, l'arbitre pose le ballon au sol à l'endroit de la faute et ordonne un coup franc, qui peut être direct ou indirect à l'appréciation du joueur qui le tire ; le mur adverse doit être situé à au moins 3 m du ballon (ceci est valable également pour toute remise en jeu). Lorsqu'une faute a lieu dans la surface devant les cages, l'arbitre désigne le point de pénalty.
- Cartons : les cartons jaunes sont distribués à l'appréciation de l'arbitre par rapport à la gravité de la faute commise ; un carton rouge expulse un joueur pour le restant de la partie et peut intervenir à la suite d'un deuxième carton jaune reçu ou d'une faute étant jugée comme extrêmement grave par l'arbitre ; les tacles sont interdits et entraînent un carton rouge immédiat.
- Jeu en surnombre : il se peut que les équipes pénalisées aient 4 joueurs ou moins sur le terrain. Un joueur en prison réduit son équipe à jouer à 4. Si plus d’un joueur d’une équipe est en prison, l’équipe a la possibilité de remplacer le joueur pour conserver 4 joueurs sur le terrain.
- Prolongations : en phase finale d'un tournoi, si le score est nul et que les règles du tournoi le permettent, les deux équipes engagent une prolongation de deux fois 20 minutes pour les départager ; à l'issue de la prolongation, si le score reste nul, une séance de tirs au but a lieu.
- Séance de tirs au but : il existe deux cas de figure, selon les règles du tournoi concerné ; soit une séance de tirs au but "classique" (mêmes règles qu'au football) ; soit une séance de "tir en rafale" lors de laquelle le joueur part du milieu de terrain, fait face au gardien et doit tenter de marquer en tirant de loin, de près ou en dribblant le gardien ; dans ce cas, le ballon doit toujours aller de l'avant, sinon le joueur rate son tir au but.

### Les équipements

#### L'équipement des joueurs

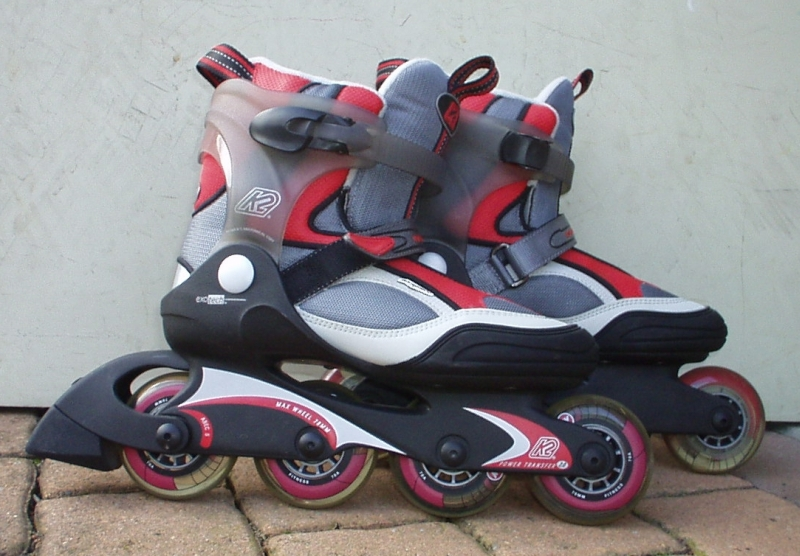
Paire de roller.

Les équipements des joueurs comprennent un maillot, un short, une paire de chaussettes, des protège-tibias et de patins à roues alignées appelés rollers. Ces rollers ne possèdent en général pas de frein, car cet accessoire pourrait représenter un danger pour les adversaires ou le joueur lui-même. Le port des protège-poignets, protège-genoux et casque est autorisé, et obligatoire pour les joueurs de moins de 16 ans.

#### Le terrain

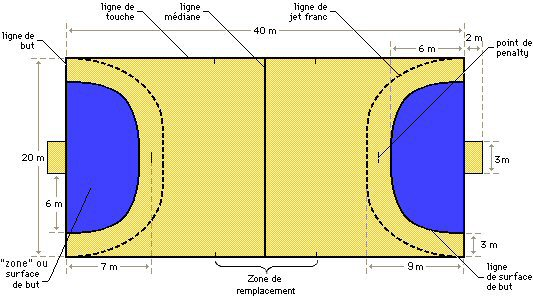
Le terrain de jeu.

Le terrain est un terrain de handball. Les murs ou bordures sont autorisés ainsi que le jeu derrière les cages si le terrain le permet.
Les cages ont une hauteur interne de 1 m et une largeur de 3 m, comme celles du hockey.

## Compétitions

### Coupe du monde
La Coupe du monde est la compétition la plus importante du roller soccer : c'est la toute première à avoir vu le jour dans l'histoire de ce sport (première édition en 2003) et celle qui a eu lieu le plus régulièrement depuis sa création. Les clubs français sont les plus titrés dans cet exercice, avec trois clubs ayant remporté le trophée, à savoir le Planet Roller Foot de Paris, le RSC Toulon,Ams Easy Riders de pontault combault champion du monde en titre (2019), et enfin AMSCAS Marseille, club le plus titré avec six victoires dans la compétition. Le trophée n'a échappé qu'à une seule reprise à une équipe européenne : c'était en 2008, à San Francisco, ou l'équipe locale des RSC Originators a battu AMSCAS en finale. 
Pour plus d'informations, consulter la page de la Coupe du monde des clubs de roller soccer.

### Coupe d'Europe
La Coupe d'Europe est la deuxième compétition la plus importante du roller soccer. Le club marseillais de l'AMSCAS a été le premier à l'organiser en 2010 et la compétition a eu lieu à trois reprises depuis. C'est de nouveau l'équipe d'AMSCAS qui détient le record de victoires dans la compétition avec trois finales remportées, la seule leur ayant échappé étant celle de 2011 qui a vu les slovènes de Rollera Ljubljana l'emporter face aux belges des Shinobis Riders. Ces derniers prévoiraient d'organiser l'édition 2018 à Bruxelles.
Pour plus d'informations, consulter la page de la Coupe d'Europe des clubs de roller soccer.

### Autres tournois
Comme déjà mentionné, il existe depuis 2013 un Championnat de France de roller soccer. Diverses Coupes de France ont déjà eu lieu, y compris à destination des jeunes joueurs comme la Roller Soccer Kids Cup de Cabriès ou la Coupe de France Roller Foot Junior. Enfin, la LFRS organise depuis peu la Roller Foot Ligue réservée aux clubs de la région parisienne, et la Roller Foot Ligue Cup réservée aux clubs francophones, dont la première édition a eu lieu en mars 2017. La Roller Foot Ligue est actuellement le seul championnat de roller soccer existant en France et la saison 2018-2019 rassemble 5 équipes, dont l'UMS Easy Riders de Pontault-Combault, champion en titre, ainsi que pour la première fois un club belge, les Shinobis Riders.
À cela s'ajoutent divers tournois non officiels et amicaux tels que le SILA Roller Soccer ou le 3S Roller Dakar 2015. Ce type de tournoi, ainsi que des rencontres amicales, ont lieu assez régulièrement depuis le début des années 2010.
En avril 2019 s'est déroulé la première édition du Tournoi Européen de Jeux de Balle à Roller (European Roller Ball Games Tournament) à Ivry-sur-Seine en France, qui a rassemblé six nations autour de trois sports : le roller soccer, le rollball et le roller basket. C'est l'équipe des Pays-Bas qui a remporté ce tournoi, suivie par la Belgique et la Grande-Bretagne a égalité de points qui complètent le podium,.